# Teatro Chico Anysio
O Teatro Chico Anysio é um equipamento cultural localizado na cidade de Fortaleza, no corredor cultural do Benfica, fundado pelos irmãos Chico Soares e Jader Soares, em 13 de junho de 1991.

## História
O Teatro Chico Anysio tem mais de 20 anos, e desde sua fundação, têm sido palco de grandes festivais de humor. Hoje, reformado, climatizado e com capacidade para 120 pessoas continua sendo o Humor sua principal atração.
No mesmo prédio do TCA funcionam também o Escritório do Riso, a Associação dos Humoristas Cearenses (ASSO-H), o Sindicato dos Humoristas do Ceará (SINDHUMOR) e o Museu do Humor Cearense, inaugurado em abril de 2014. Agora, quem aparece para assistir a espetáculos humorísticos no Teatro Chico Anysio, tem a oportunidade de conhecer a história do Humor Cearense, visitando o Museu do Humor.
No TCA, é fácil ver professores, estudantes secundaristas e universitários fazendo pesquisa sobre humor e a molecagem cearense, na Biblioteca Professor Raimundo, que tem um acervo de 2.000 livros específicos na área. Pelo Teatro, além dos programas televisivos locais, passaram: Show do Tom, Repórter Record, Tarde Livre, Domingo Legal, Globo Repórter e Profissão Repórter.
Para a festa de comemoração dos 20 anos, em dezembro de 2011, o  TCA convidou o humorista André Lucas (PULIÇA) filho do Chico Anysio, que veio representando o pai, que não pôde vir por motivo de saúde. O humorista apresentou seu show “A MESMA COISA, DIFERENTE” nos dias 10 e 11. A festa de comemoração dos 20 anos do TCA teve também uma grande confraternização  dos humoristas, com gravação de DVD e tudo.